# Bartłomiej Zaliwski
Bartłomiej Zaliwski herbu Junosza – chorąży liwski w latach 1573–1593, podstarości warszawski w 1573 roku.
W 1557 roku studiował na Akademii Krakowskiej.
W 1573 był posłem województwa mazowieckiego na sejm konwokacyjny. Poseł ziemi liwskiej na sejm koronacyjny 1574 roku i na sejm 1582 roku.